# Relaciones Estados Unidos-Níger
Las relaciones Estados Unidos-Níger son las relaciones diplomáticas entre Estados Unidos y Níger. Según el Informe de liderazgo global de EE. UU. de 2018, el 53% de los nigerinos aprueba el liderazgo de EE. UU., con un 21% de desaprobación y un 26% de incertidumbre.

## Historia
Las relaciones de los Estados Unidos con Níger en general han sido estrechas y amistosas desde que Níger alcanzó la independencia. Aunque USAID no tiene una Misión en Níger, $ 30 millones en ayuda oficial anual se administran a través de organizaciones no gubernamentales estadounidenses y locales con programas que abordan la seguridad alimentaria, salud, [gobernanza] local, jóvenes capacitación, educación de las niñas,  corrupción control y mejora del entorno empresarial. El programa de los Estados Unidos Cuerpo de Paz en Níger comenzó en 1962. Actualmente cuenta con unos 130 voluntarios en Níger y celebró su 50 aniversario en Níger en septiembre de 2012.
En enero de 2013, los EE. UU. y Níger firmaron un acuerdo que permite a los EE. UU. Operar [drones aéreos no tripulados] de vehículos no armados] desde el territorio de Níger. 
En febrero de 2013, los Estados Unidos desplegaron 100 tropas para ayudar en la recopilación de inteligencia y también facilitarán el intercambio de inteligencia para apoyar  operaciones francesas en su vecino Mali. En marzo de 2024, Níger denuncia “con efecto inmediato” el acuerdo de cooperación militar con los Estados Unidos de América.

## Relaciones militares
Los Estados Unidos operan varias bases militares en Níger, incluso en Arlit y Agadez.
La Agencia Central de Inteligencia opera una base de drones cerca de Dirkou.

## Misiones diplomáticas residentes
- Estados Unidos tiene una embajada en Niamey.
- Níger tiene una embajada en Washington D. C.

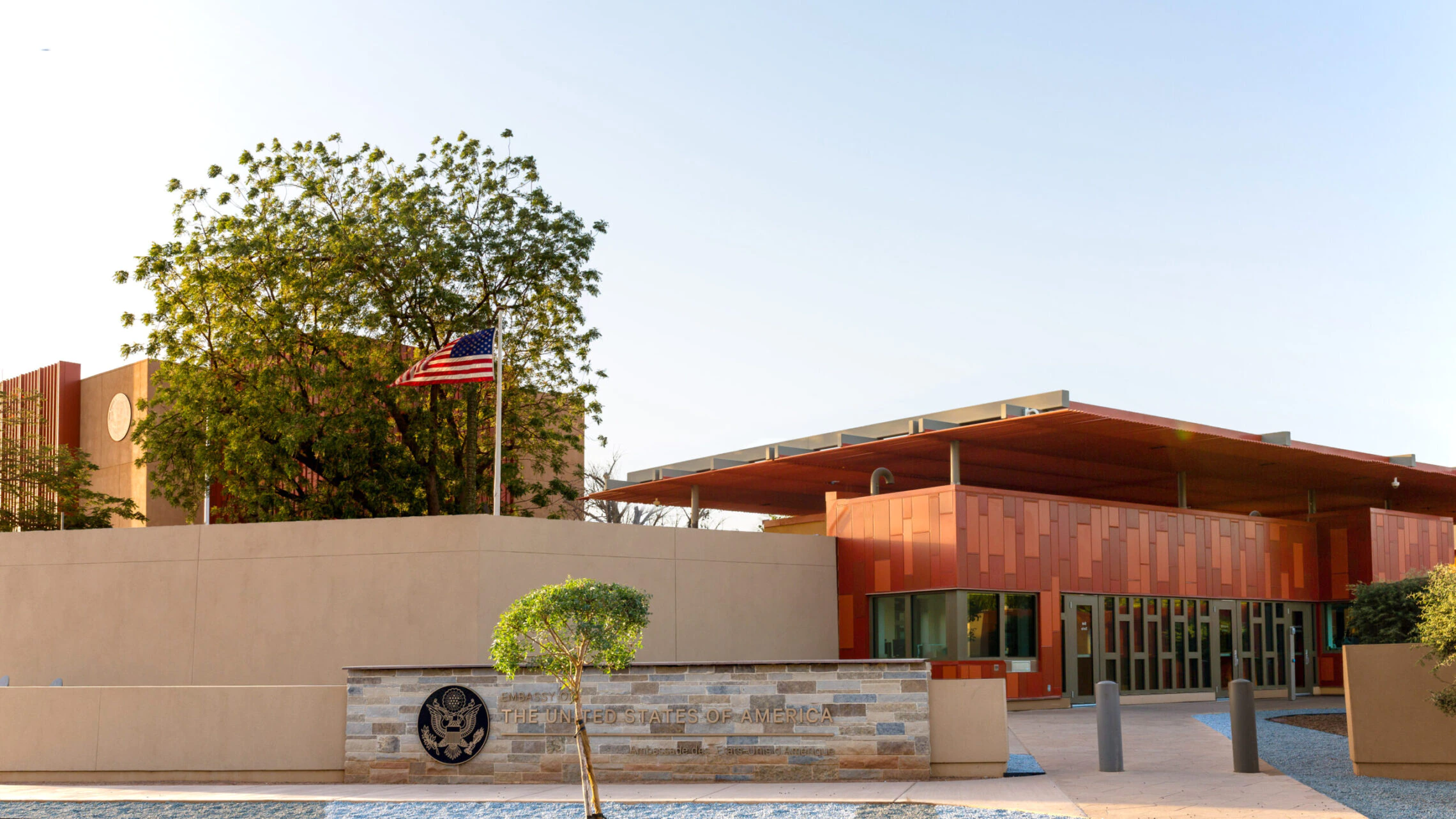
Embajada de los Estados Unidos en Niamey
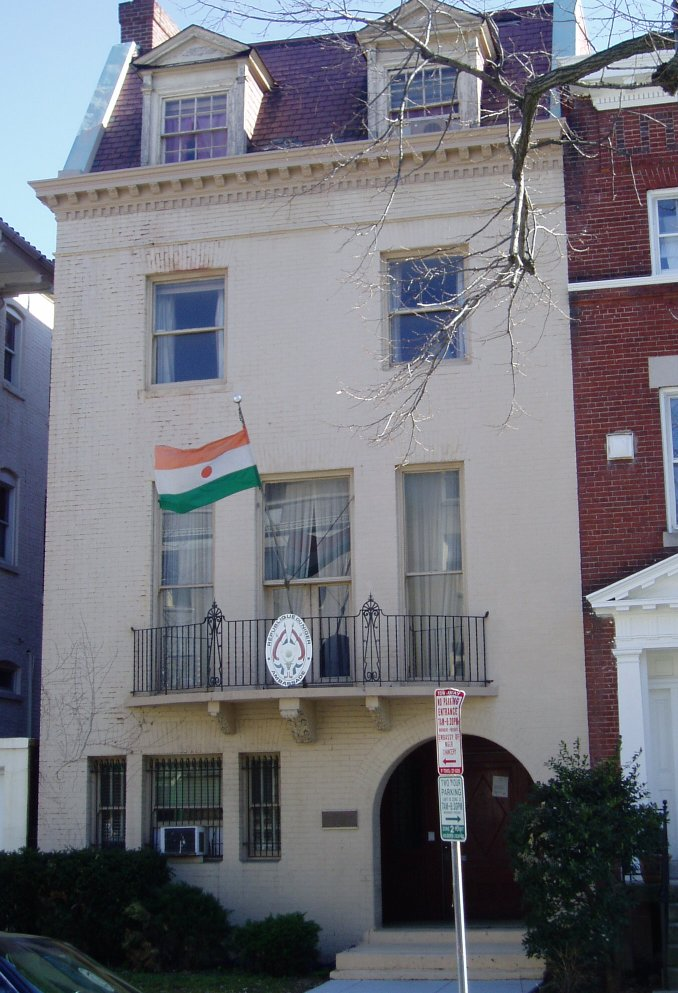
Embajada de Níger en Washington, D.C.